# Boúfalo
Boúfalo, en grec moderne : Μπούφαλο, ou Pórto Boúfalo (Πόρτο Μπούφαλο), est un village du dème de Kými-Alivéri, sur l'île d'Eubée, en Grèce.
Selon le recensement de 2011, la population de Boúfalo compte 63 habitants.